# Friedrich Adolf Steinhausen
Friedrich Adolf Steinhausen (1858 – 1910) è stato un medico, fisiologo e teorico della tecnica pianistica e violinistica tedesco.

## Biografia
Studiò per anni i movimenti della spalla e del braccio dei violinisti, anche sulla base della sua pratica di dilettante dello strumento. Nel 1903 pubblicò il frutto delle sue ricerche in un volume edito a Lipsia: Die Physiologie der Bogenführung auf den Streich-Instrumenten (Fisiologia della condotta dell'arco sugli strumenti a corda, a cura di Enrico Polo, STEN 1922). Già in questo studio vi sono degli accenni alla tecnica pianistica, alla quale dedicò una specifica e fondamentale trattazione nel volume  Über die physiologischen Fehler und die Umgestaltung der Klaviertechnik (Gli errori fisiologici e la trasformazione della tecnica pianistica, a cura di André Gallo, LIM 2024), pubblicato sempre a Lipsia nel 1905.  
Nella storia della tecnica pianistica Steinhausen riveste un ruolo essenziale: egli illustrò i fondamenti fisiologici della moderna "tecnica del peso", che tra Ottocento e Novecento andò a sostituire (o comunque a correggere), incontrando peraltro molte resistenze, la tecnica tradizionale fondata sulla "articolazione delle dita" e sulla loro "indipendenza" (che era all'epoca alla base di tutti i "metodi per pianoforte", come quello, assai diffuso, di Lebert e Stark). Il lavoro di Steinhausen sulla tecnica pianistica fu dovuto alle insistenze della pianista (allieva di Ludwig Deppe), didatta e pittrice, Tony Bandmann,  che già nel 1893 in uno studio sulla formazione del suono pianistico (Tonbildung und Technik auf dem Klavier) aveva  sottolineato l'importanza dell'utilizzazione del peso e della "catena spalla-braccio-mano". Steinhausen esercitò una grande influenza su numerosi pianisti, didatti e studiosi della tecnica pianistica tra Ottocento e Novecento, tra cui si segnala per la sua importanza Breithaupt.

## I fondamenti fisiologici della tecnica del peso
La tecnica dei grandi pianisti ha ben poco a che fare, secondo Steinhausen, con la tecnica che veniva allora teorizzata nei "metodi". La prima, basata sull'utilizzazione del "peso", è semplicemente la tecnica "naturale" o "fisiologica", mentre la seconda, che reputa fondamentale il movimento digitale, costituisce una costruzione artificiosa e antifisiologica. La tecnica digitale tradizionale mirante all'"articolazione" e all'"indipendenza" delle dita  si fonda su tre presupposti errati: misconosce le caratteristiche organologiche del pianoforte, stravolge la vera natura dell'"esercizio", intendendolo come "ginnastica" meramente meccanica, e fraintende del tutto i movimenti fisiologici che presiedono ai movimenti pianistici, identificandoli col solo movimento digitale . Per ottenere dal pianoforte tutta la ricca gamma di sonorità di cui lo strumento è capace, è necessario invece utilizzare, come effettivamente hanno sempre fatto e fanno i grandi pianisti, i grandi muscoli del braccio e della spalla, il che "avviene senza irrigidimento alcuno, bensì in uno stato di distensione e passività della muscolatura: la "massa", cioè il sistema spalla-braccio-mano-dita, viene infatti messo in movimento sfruttando in pieno la gravità ossia il peso inerziale ("caduta"); l'impulso è dato così da un movimento di slancio ("Schwungbewegung") dell'intera massa del braccio dalla spalla in giù; il lavoro (la contrazione) muscolare è quindi di brevissima durata, esso si limita a dare l'impulso e abbandona poi immediatamente la massa ai suoi momenti di inerzia; prima e dopo l'impulso sussiste un identico stato di passività, distensione, rilassamento e assenza di contrazione di tutti i muscoli" .
Suonare in modo naturale significa  "portare" ovvero "scaricare" il peso sulla punta delle dita le quali fungono da sostegni. Il peso ovvero il "carico utilizzato nel suonare" (Spielbelastung) si situa tra i due confini puramente teorici del "carico massimo" (Maximalbelastung), in cui tutti i muscoli lavorano attivamente per scaricare verso il basso il sistema spalla-braccio-mano, e del "carico zero" (Nullbelastung), in cui il lavoro muscolare  uguale e contrario al peso del braccio mantiene l'arto sospeso senza appoggio e lo muove verso l'alto.  Il pianista esperto è in grado di utilizzare infiniti gradi di "peso", dosando  di volta per volta la quantità di peso da trasferire sulla punta delle dita al fine di ottenere il più ampio e ricco ventaglio di sonorità .
È evidente quindi che le dita non hanno affatto una funzione autonoma: esse sono, innanzi tutto, sostegni. Tuttavia, per trasferire il peso da un dito all'altro, specie in velocità, deve intervenire in aiuto al movimento di slancio ("Schwungbewegung"),  la rotazione dell'avambraccio. Comprendere la funzione essenziale della rotazione dell'avambraccio "consente  di spazzar via tutti i falsi precetti sull'"articolazione" delle dita isolate e i miti conseguenti della "indipendenza" ed "uguaglianza" delle dita. In realtà l'articolazione delle dita isolate è fisiologicamente impossibile; le dita si comportano non come martelletti, bensì come raggi di una ruota che gira attorno all'asse di rotazione costituito dalla linea gomito-polso, per cui la loro agilità sulla tastiera dipende soltanto dal movimento di rotazione dell'avambraccio", esse sono dita-di-rotazione "su cui la massa del braccio momentaneamente riposa per poi scaricarsi di nuovo nello slancio (Schwung)" .

## Opere
- Die Physiologie der Bogenführung auf den Streichinstrumenten, Leipzig, 1903, Breitkopf & Härtel (II ed. riveduta e ampliata 1907; III ed. con qualche modifica e prefazione di A. Schering, 1916; IV ed. invariata, 1920; ristampa della III ed., Kassel, 1989, Bärenreiter Verlag).
- Über die physiologischen Fehler und die Umgestaltung der Klaviertechnik, Leipzig, 1905, Breitkopf & Härtel (II ed. riveduta e ampliata da Ludwig Riemann-Essen, Leipzig, 1913, Breitkopf & Härtel).
- Einleitung a: T.Bandmann, Die Gewichtstechnik des Klavierspiels, Leipzig, 1907, Breitkopf & Härtel.

### Traduzioni
- Physiological Defects and Reform of Piano-Technic, Leipzig, 1905, Breitkopf & Härtel.
- Gli errori fisiologici e la trasformazione della tecnica pianistica (versione italiana di André Gallo condotta sulla prima ed. tedesca), Lucca, 2024, LIM
- Fisiologia della condotta dell'arco sugli strumenti a corde di minugia, Padova, 1920, Zanibon.
- Fisiologia della condotta dell'arco sugli strumenti a corda (versione italiana di Enrico Polo condotta sulla III ed. tedesca), Torino, 1922, STEN.